# فائوستو ۵٫۰
فائوستو ۵٫۰ (اسپانیایی: Fausto 5.0‎) یک فیلم فانتزی اسپانیایی است که در سال ۲۰۰۱ منتشر شد. این فیلم در جشنوارهٔ فانتاسپورتو ۲۰۰۷ برندهٔ جایزهٔ «بهترین فیلم» شد.

## خلاصه داستان
یک پزشک به نام «فائوستو» که در آستانه فروپاشی عصبی و بیماری روانی است، با یکی از بیماران سابقش - سانتوس بیّـا - ملاقات می‌کند و سانتوس قول می‌دهد تمامی خواسته‌های او را برآورده کند. اما اندک‌اندک واقعیت از پشت پرده بیرون می‌زند و «فائوستو» کنترل خود را از دست می‌دهد.

## بازیگران
- ادوآرد فرناندس
- ایرنه مونتالا
- خوان فرناندز مخیاس
- نایوا نیمری
- میگل آنخل سولا